# 赤石川 (大分県)
赤石川（あかいしがわ）は、筑後川水系の支流で、大分県日田市を流れる一級河川である。

## 地理
日田市前津江の渡神岳（とかみだけ、標高1,150m）を源流とし、釈迦岳を源流とする梅木川と合流した後、市内大山町に入ると竹の迫川、吾々路川などを併合し、中川原地区で三隈川（上流部分であるこの地域では大山川と呼ばれている）と合流する。大山川との合流点から約2km上流には大山ダムが建設された。2012年竣工。

## 主な支流
- 梅木川
- 竹の迫川
- 吾々路川

## 流域の自治体
大分県
日田市

## 並行する交通

### 道路
- 国道212号
- 大分県道・熊本県道9号日田鹿本線
- 大分県道698号西大山大野日田線